# Georg Bernhard Bornemann
Georg Bernhard Bornemann (født 25. maj 1815 i København, død 24. januar 1884) var en dansk jurist og embedsmand. Han var søn af Mathias Hastrup Bornemann.
Bornemann virkede blandt andet som justitiarius i Københavns Søret 1859—62, blev 1871 ved geheimeråd Scheels afgang generalauditør for hæren og flåden og tog som
sådan virksom del i forarbejderne til den militære straffelov af 7. maj 1881.